# Chronica XXIV Generalium
Die Chronica XXIV Generalium Ordinis Fratrum Minorum (Chronik der XXIV General(minister) des Ordens der Minderen Brüder) ist eine mittelalterliche, in Latein abgefasste Chronik des Franziskanerordens. Sie wurde etwa 1370 vermutlich von dem Minderbruder Arnaud de Sarrant geschrieben, wobei seine Autorschaft nach neueren Erkenntnissen, beispielsweise nach denen Lützelschwabs, bezweifelt wird. Die Chronik erzählt die Geschichte des Ordens von der Gründung durch Franz von Assisi (1210) bis Leonardo Rossi (1373–1378), dem 24. Generalminister des Ordens, wenn Franziskus als erster mitgezählt wird. In der Chronik werden verschiedene Wunderdinge (miraculum) und Martyrien recht detailliert beschrieben, weswegen sie über Jahrhunderte hinweg intensiv von Historikern des Ordens rezipiert und zitiert wurde.

## Ausgaben
- Chronica XXIV generalium Ordinis minorum (Analecta Franciscana 3), Quaracchi 1897. Digitalisat auf Gallica